# Гончарна вулиця (Житомир)
Гончарна вулиця — вулиця у Богунському районі міста Житомира.

## Розташування та забудова
Вулиця розташована в північній частині Старого міста, історична назва якої «Новоє Строєніє» («Нова Будова»), у місцевості відомій як Гончарна Слобода.
Вулиця протяжністю 150 м бере початок з місцевого проїзду між багатоповерховими житловими будинками № 28 та № 34 на Покровській вулиці, повертаючи, прямує у північно-східному напрямку та завершується тупиком всередині кварталу. Вулицю зусібіч оточують ділянки багатоповерхової житлової забудови. Забудова, що адресована до вулиці — садибна житлова.

## Історія
Вулиця відома в 1781 році за назвою Гончарська вулиця. Є однією з декількох вулиць міста, назва якої збереглася з XVIII ст. У XIX ст. являла собою вулицю, що сполучала місто з Гончарним хутором.
До другої половини ХІХ ст. Гончарна вулиця була довшою. Брала початок з Торговиці (нині майдан Перемоги), прямувала на північний схід. В районі нинішньої вулиці Лесі Українки повертала на південний схід та зливалася зі Старогончарним шляхом, що прямував крізь землі Гончарного хутора далі на північний схід (нині Старогончарна вулиця й провулок Косачів).
Внаслідок розпланування міста у середині ХІХ ст., вулиця стала коротшою та брала початок з нинішньої Покровської вулиці. Тоді ж зникла частина тодішньої Гончарної вулиці, що повертала на південний схід, відійшла до прорізаної, згідно з генпланом, Прохорівської вулиці (сучасна назва вулиці — вулиця Лесі Українки). Вулиця опинилася всередині нового кварталу.
До середини 1970-х років Гончарна вулиця завершувалась з'єднанням із вулицею Лесі Українки, до забудови останньої багатоповерховими житловими будинками № 40 та № 44. У 1980-х вихід вулиці Гончарної до Покровської вулиці було забудовано багатоповерховими житловими будинками з вбудовано-прибудованими приміщеннями магазинів, що спорудили на розі нинішніх Покровської й Степана Бандери.
Історична забудова вулиці сформувалася протягом XIX ст. На мапах міста середини XIX ст. вулиця вже забудована.